# Ouled Maallah
Ouled Maallah (în arabă أوالد مع اللّه) este o comună din provincia Mostaganem, Algeria.
Populația comunei este de 9.576 de locuitori (2008).